# Tefnachte
Tefnachte, auch Tefnacht, war erst Fürst von Sais und dann als erster Pharao (König) der Begründer der 24. Dynastie (Dritte Zwischenzeit).

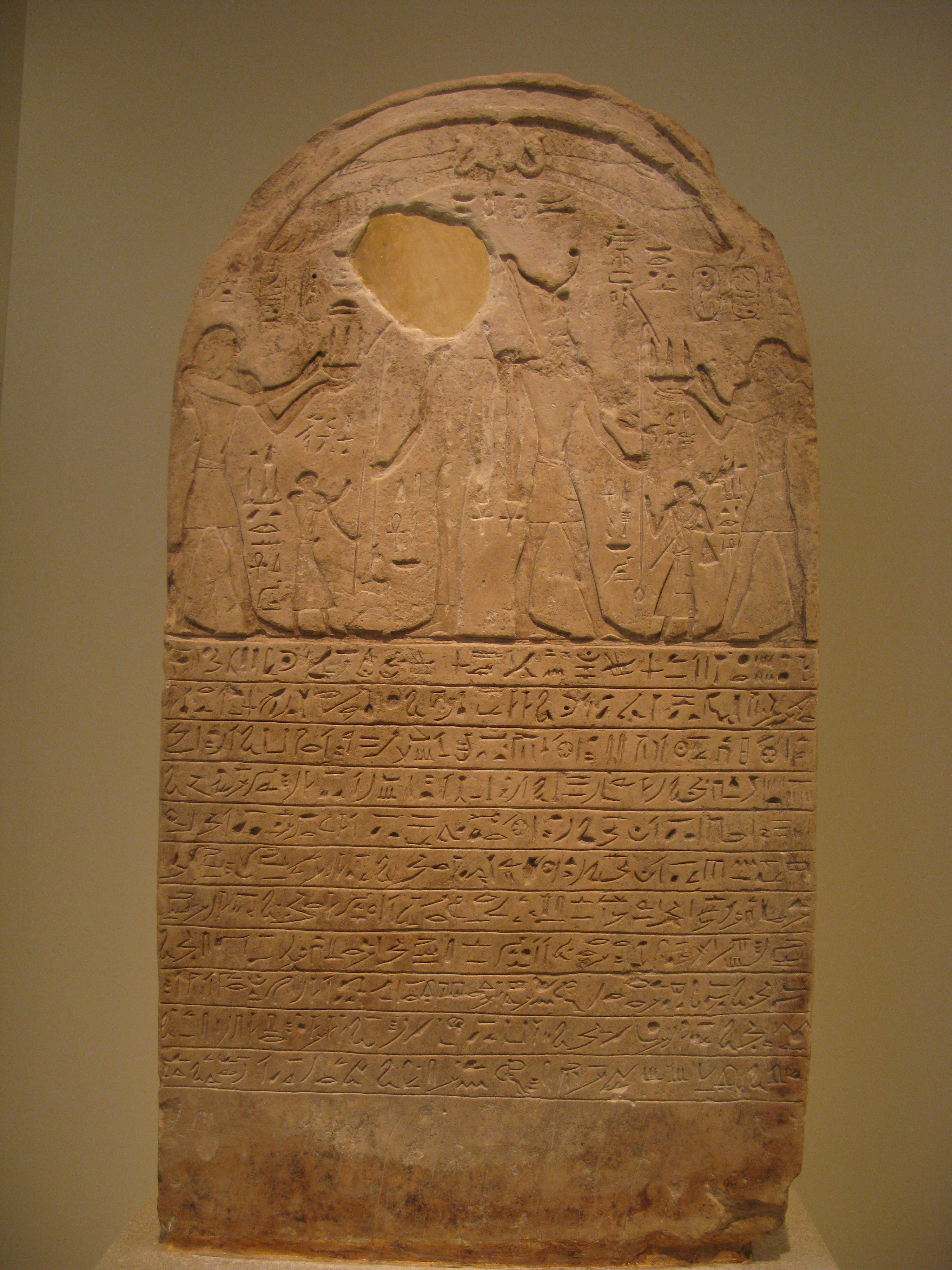
Stele des Tefnachte

## Herrschaft
Seine Regierungszeit als Fürst ist von 740 bis 727 v. Chr. und als Pharao von 727 bis 720 v. Chr. anzusetzen. In seinem achten Jahr als Pharao folgte mit seinem Nachfolger Bakenrenef der zweite und letzte Pharao der 24. Dynastie auf den Thron.
Tefnachte wird zuerst in Schenkungsstelen aus dem 36. und 38. Jahr vermutlich von Scheschonq V. erwähnt. Er dehnte kontinuierlich seine Macht aus und erhob Anspruch auf den Titel „Fürst der Libu“. Er war bald Herrscher über das gesamte Westdelta und bis nach Memphis / Itaui. Damit war er de facto mächtiger als die Pharaonen der 22. und 23. Dynastie. Die weitere Expansion nach Süden führte zu der Konfrontation mit dem kuschitischen Herrscher Pije.

## Expansionspolitik
Auf den Vorstoß von Tefnachte und einiger verbündeter Fürsten wie beispielsweise Osorkon IV., Auput II. und Scheschonq nach Süden auf das Reich von Herakleopolis schlugen zuerst oberägyptische Truppen von Pije unter den Generälen Pawerem und Rumersekeni zurück. Namilt von Hermopolis, der anfänglich als Hauptgegner erschien, lief nach dem Bericht einer Stele zu Tefnachte über. Nach anderer Meinung war er von Beginn an Verbündeter von Tefnachte.
Die kuschitischen Truppen von Pije konnten zwar in der Schlacht auf dem Nil, in Schlachten bei Herakleopolis und Per-Pega und durch die Einnahme von drei Festungen kleine Erfolge verzeichnen, aber es gelang ihnen nicht, ihre schlechte Lage entscheidend zu verbessern. Schließlich griff Pije persönlich in das Geschehen ein, belagerte Hermopolis und zwang die Stadt zur Kapitulation. Namilt unterwarf sich Pije und die Belagerung des von Pajeftjauemauibastet regierten Herakleopolis wurde beendet. Schließlich kapitulierten Persechemcheperre, Meidum und Itjaui. Memphis, dessen Garnison 8.000 Soldaten umfasste und das Tefnachte loyal ergeben bleibt, leistete immer noch Widerstand, wurde aber doch von den Truppen von Pije erobert. In der Folge unterwarfen sich nun Auput II. von Leontopolis, Iukanesch von Sebennytos, Padiiset von Athribis/Heliopolis und auch Osorkon IV. von Tanis/Bubastis, ein Dutzend weiterer Regenten unterwarf sich in Athribis.
Nachdem eine Revolte der Stadt Mesed/Mostai (nördlich von Athribis) niedergeschlagen wurde, unterwarf sich auch Tefnachte – der erst nach dem Feldzug Pijes den Königstitel angenommen hatte –, blieb aber demonstrativ in Sais und ließ sich von den Gesandten von Pije den Treueeid und Tribute abnehmen. Nachdem die letzten feindlichen Städte Hut-Sobek / Krokodilopolis und Atfih aufgegeben hatten, besuchten die vier Könige Auput II., Osorkon IV., Namilt und Pajeftauemauibastet den Kuschitenherrscher Pije. Dieser erkannte jedoch nur Namilt als rituell „rein“ an, denn die anderen waren unbeschnitten und in seinen Augen „Fischesser“. Deshalb ließ Pije allein ihn in seinen Palast, bevor er selbst mit den Tributen nach Napata zurückkehrte.

### Bewertung in der Forschung
Nach Dieter Kessler war der Kampf zwischen Pije und Tefnachte „das keineswegs von vornherein geplante Ergebnis der Streitigkeiten rivalisierender Kleinstaaten“, die Eroberung Ägyptens habe sich also erst im Verlauf der Kampagne ergeben. Üblicherweise wird die Eroberung Ägyptens durch den kuschitischen Herrscher aber als Resultat einer planmäßigen Machtpolitik gesehen.

## Königstitulatur
Nach dem Rückzug von Pije nach Napata konnte Tefnachte seine Herrschaft festigen und nahm eine Königstitulatur an:
- Horus-Name: Mit verständigem Herzen
- Goldname: Goldfalke
- Thronname: Schepses-Re (Der Erhabene, ein Re)

Der Thronname wird auf einer Schenkungsstele in Athen mit dem 8. Regierungsjahr genannt.

## Erwähnung in der Bibel
Sehr wahrscheinlich ist die Notiz des Alten Testaments (2 Könige, 17,4), nach der Hoschea von Israel um Hilfe schickt „an So, den König von Ägypten“ auf Tefnachte zu beziehen. Kenneth A. Kitchen bevorzugt dagegen Osorkon IV.